# Iranodon
Genre
Synonymes
- Paradactylodon Risch, 1984

Iranodon est un genre d'urodèles de la famille des Hynobiidae.

## Répartition
Les deux espèces de ce genre sont endémiques d'Iran.

## Liste d'espèces
Selon Amphibian Species of the World (26 février 2014) :
- Iranodon gorganensis (Clergue-Gazeau & Thorn, 1979)
- Iranodon persicus (Eiselt & Steiner, 1970)

## Publication originale
- Dubois & Raffaëlli, 2012 : A new ergotaxonomy of the order Urodela Duméril, 1805 (Amphibia, Batrachia). Alytes, vol. 28, no 3/4, p. 77–161.